# Dr. Mario: Miracle Cure
Dr. Mario: Miracle Cure es un videojuego de rompecabezas desarrollado por Arika y Nintendo SPD Group No. 2 y publicado por Nintendo para Nintendo 3DS. Fue lanzado en Japón el 31 de mayo de 2015 y en Norteamérica, Europa y Australia el 11 de junio de 2015.

## Jugabilidad
Dr. Mario: Miracle Cure es un videojuego de combinación de fichas de bloques que caen. Cada uno de sus cinco modos de juego tiene potenciadores opcionales. El primer modo, "Dr. Mario", tiene las reglas tradicionales de la serie Dr. Mario. En "Dr. Luigi", dos cápsulas diferentes unidas en configuraciones en forma de L se dejan caer en el campo de juego (como en el modo "Operación L" de Dr. Luigi (2013) para Wii U). Estos modos tienen modos para un jugador y multijugador competitivo. "Virus Buster", un modo de juego en Dr. Mario Online Rx y Dr. Luigi, se juega sosteniendo la Nintendo 3DS verticalmente y usando la pantalla táctil para arrastrar las cápsulas. El modo en línea utiliza el servicio Nintendo Network que pronto desaparecerá. Finalmente, el modo debutante "Laboratorio de curas milagrosas" presenta varios desafíos establecidos. A diferencia de las entradas anteriores de la serie, la banda sonora no se puede seleccionar y tiene canciones aleatorias de Dr. Mario Online Rx y Dr. Luigi.

## Recepción
El juego tiene una puntuación de 69/100 en Metacritic.
Jason Venter de GameSpot calificó el juego con siete sobre diez. Elogió los nuevos potenciadores de la serie y los nuevos acertijos posteriores, pero dijo que el juego necesitaba más de 50 acertijos. Apreció el regreso de los modos de juego Dr. Luigi y Virus Buster.